# Projeto IllumiRoom
Projeto IllumiRoom, ou IllumiRoom Project é um projeto da Microsoft que promete colocar o jogador 'dentro' do jogo. A proposta é de uma imersão total do jogador no game por meio de uma tecnologia que escaneia a sala de estar onde está o console e a coloca toda dentro do jogo por meio de reprodução de imagens. O uso de um projetor aliado ao periférico Kinect pode criar efeitos dinâmicos de iluminação fora da tela da televisão. Assim, projeta-se na parede na frente do usuário imagens e outros efeitos que fazem aumentar a imersão dos jogadores. Por exemplo: Se você andar no meio de um tiroteio no jogo, por exemplo, ele vai projetar imagens na sua sala que lembram o tiroteio.
A Microsoft mostrou o IllumiRoom através de um vídeo durante uma apresentação da Samsung no Consumer Electronics Show 2013, que aconteceu em Las Vegas dos dias 8 a 11 de janeiro de 2013. Ela prometeu mais informações durante a CHI 2013, em Paris, no dia 27 de abril.

## O IllumiRoom
O IllumiRoom é um acessório que, aliado ao Kinect, cria hologramas que dão a impressão de que o game está se expandindo para fora da TV. O aparelho faz uma leitura do ambiente e projeta as imagens de modo a completar o que é visto na TV.